# كيلي فيلبس
كيلي فيلبس (بالإنجليزية: Kelly Phelps)‏ هو لاعب كرة قدم أمريكية أمريكي، ولد في عقد 1950.